# Ceroplesis adusta
Ceroplesis adusta är en skalbaggsart som först beskrevs av Edgar von Harold 1879.  Ceroplesis adusta ingår i släktet Ceroplesis och familjen långhorningar.
Artens utbredningsområde är:
- Benin.
- Gabon.
- Ghana.

Inga underarter finns listade i Catalogue of Life.